# Unitel Bolivia
UNITEL (UNIVERSAL DE TELEVISIÓN) è una rete televisiva boliviana che ha sede a Santa Cruz de la Sierra, Bolivia. È stata fondata nel 1987, ed è di proprietà del gruppo Grupo Empresarial Monasterio di Osvaldo Monasterio Nieme. Tendenzialmente, il canale è politicamente schierato verso i partiti di destra.